# Petre Dumitrescu
Petre Dumitrescu, echte naam Petre Dimitru Tratroscu, (Dobridor, 18 februari 1882 - Boekarest, 15 januari 1950) was een Roemeense legeraanvoerder die aanwezig was bij de slag om Stalingrad.
De naam Dumitrescu is afgeleid van de Roemeense woorden "dumis" (groot) en "tresci" (leider, machthebber). Dumitrescu had zichzelf deze naam gegeven. Het volk ging de naam al snel overgenomen en hij staat nu nog steeds bekend onder deze naam.
Petre is in Roemenië erg belangrijk geweest, onder andere door het verzet dat hij korte tijd pleegde tegen Ceaușescu. Petre overleed uiteindelijk aan een ziekte die leek op leukemie.

## Levensloop
Petre Dimitru Tratroscu werd op 18 februari 1882 in Oostenrijk-Hongarije geboren. Hij kwam uit een rijke familie en mocht op zijn zevende een cursus Engels en Russisch doen. Petre zelf was, zoals hieruit blijkt, een buitengewoon slimme leerling. Het lag hem echter niet zo om talen te gaan leren, zijn interesses lagen meer bij het nationaal leger van de Oostenrijks-Hongaarse dubbelmonarchie. Toen in 1914 WW1 uitbrak wilde hij dan ook zo snel mogelijk het leger in om zelf te gaan vechten. Dit gebeurde echter pas in 1921, toen Petre eindelijk toestemming van zijn ouders had gekregen. Petre, die natuurlijk al lang op dit moment had gewacht, bleek een talent te zijn en werd al snel legeraanvoerder van het toen Roemeense leger (dit omdat de Oostenrijks-Hongaarse dubbelmonarchie uiteen was gevallen). De slag bij Stalingrad was Dumitrescu's eerste grote slag die hij ooit had meegemaakt. Op dit moment kwam zijn cursus Russisch, die hij op zevende had gevolgd, goed van pas. Petre, met zijn kleine Roemeense leger, kwam samen met de Sovjet-Unie als winnaar uit de strijd, die ook wel wordt beschouwd als de ommekeer van de WW2. Dumitrescu's leger werd echter voor het grootste deel weggevaagd en had nauwelijks impact op de slag.

## Slag om Stalingrad
De slag om Stalingrad, geleverd van 23 augustus 1942 tot 2 februari 1943, was het keerpunt in de Tweede Wereldoorlog. Hitler was in 1941 de Sovjet-Unie binnengevallen onder de naam 'operatie Barbarossa'. De tegenvallers kwamen op twee cruciale punten. Het beleg van Leningrad en de inname van Stalingrad. Beiden liepen uit op een fiasco.
Petre Dumitrescu heeft in deze slag zijn kwaliteiten als legeraanvoerder van het Roemeense leger, Rumania dubsce maniar, willen laten zien aan Stalins soldaten en vele andere aanvoerders. De grote klap voor hem was echter, dat zijn vleugel van het Roemeense leger in Stalingrad werd weggevaagd, de enige twee personen die nog overbleven waren een adjudant, wiens naam onbekend is, en hijzelf. Na pogingen tot zelfmoord van de adjudant besloot Dumitrescu tot het elimineren van zijn adjudant, tot grote ontzetting van de Sovjets.
Dumitrescu heeft in de slag bij Stalingrad vele zielen over de kling gejaagd. Hijzelf bleef echter in leven en heeft zichzelf geprezen voor de overwinning, die door de Sovjets werd behaald. Door Dumitrescu's ongelooflijk eergevoel kon hij het niet laten, zichzelf uit te roepen tot de grote man, die Stalingrad had overwonnen.

## Militaire loopbaan
- Tweede luitenant (Sublocotenent): 1903
- Eerste luitenant (Locotenent): 1906
- Kapitein (rang) (Căpitan): 1911
- Majoor (Maior): 1916
- Luitenant-kolonel (Locotenent-colonel): 1 september 1917[1]
- Kolonel (Colonel): 1 april 1920[1]
- Brigadegeneraal (General de brigadă): 10 mei 1930[1]
- Generaal-majoor (General de divizie): 1 april 1937[1]
- Luitenant-generaal (General de corp): 1 februari 1941[1]
- Generaal (General de armată): 18 juli 1942[2](gedateerd vanaf 1 februari 1941)[1]
- In de reserve opgenomen: 1944

## Onderscheidingen
- Ridderkruis van het IJzeren Kruis als General de armatã en Comandantul Armatei 3 / 17.Armee / Heeresgruppe A op 1 september 1942[3][4]
- Ridderkruis van het IJzeren Kruis met Eikenloof als General de armatã en Comandantul Armatei 3 / Heeresgruppe A op 4 april 1944[3][4] Opmerking: Eikenloof zonder nummer afgegeven[4].
- Orde van Michaël de Dappere
  - Der Tweede Klasse op 19 februari 1944[3]
  - Der Derde Klasse op 17 oktober 1941[3]
- Grootkruis in de Orde van de Ster van Roemenië in 1943[2][3]
- Orde van de Ster van Roemenië, 1e Klasse in 1942[2][3]
- IJzeren Kruis 1939, 1e Klasse (12 augustus 1941)[3] en 2e Klasse (28 juli 1941)[3]
- Hij werd tweemaal genoemd in het Wehrmachtbericht. Dat gebeurde op: 
  - 11 oktober 1941[3]
  - 12 oktober 1941[3]